# Miodek turecki

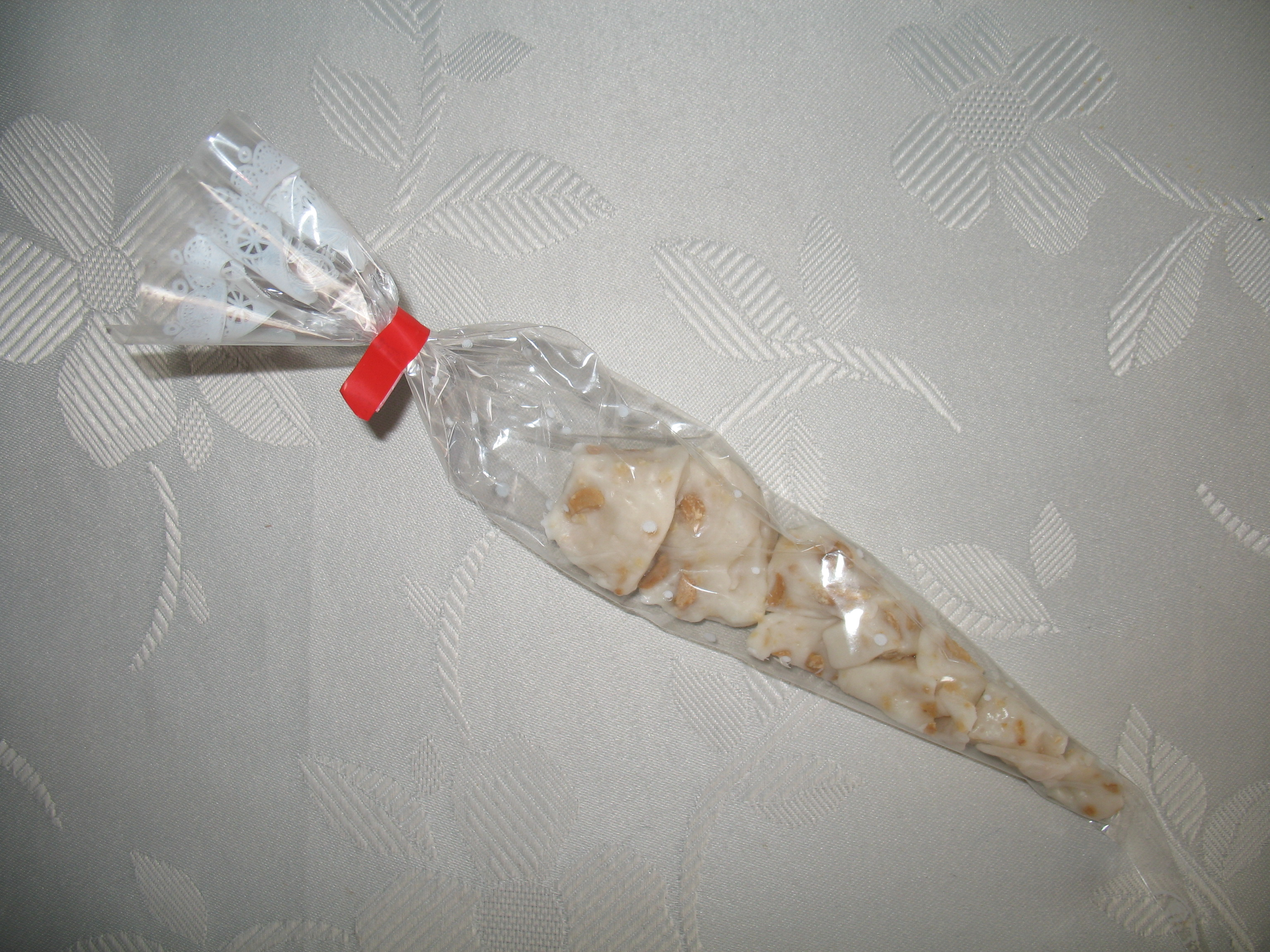
Miodek turecki opakowany w foliowy rożek

Miodek turecki – rodzaj słodyczy tradycyjnie sprzedawany w Krakowie przy cmentarzach we Wszystkich Świętych oraz w Dzień Zaduszny. Bywa również niekiedy dostępny przy kościołach w czasie jesiennych odpustów.

## Opis
Miodek turecki ma formę nieregularnych, twardych bryłek o lekko miodowym smaku, które mogą się łamać albo lekko kruszyć, a jego podstawowym składnikiem jest skarmelizowany cukier z dodatkiem olejków aromatycznych i barwników, w który wtopione są pokruszone orzechy. W klasycznej odmianie o smaku śmietankowym masa karmelowa ma kolor białawy, istnieją jednak i inne rodzaje, zależnie od użytych dodatków smakowych i aromatycznych, np. miodek kakaowy, kawowy czy waniliowy.
Miodek najczęściej sprzedawany jest w gotowych porcjach zawiniętych w rożki z przezroczystej folii, niekiedy w papierowe torebki, w nierównomiernie pokruszonych, niewielkich kawałkach. Mniejsze kawałki miodku bywały niegdyś również na miejscu odłupywane z większej bryły i odważane przez straganiarza.